# 利昂维尔
利昂维尔（英語：Leonville）是美国路易斯安那州下属的一座城市。根据2010年美国人口普查，该市有人口1,084人。建置上，属于“town”。